# Dimachère
Le dimachère (du latin dǐmǎchærus, du grec διμάχαιρος) aurait été un type de gladiateur, qui comme son étymologie latine l’indique (di- deux + machairi poignard), aurait brandi une dague dans chaque main. Son existence est contestée car parmi la multitude de représentations de gladiateurs, une seule présente un combattant muni de la lame courbe du thrace (sica sulpina) et d’un poignard classique. Selon Éric Teyssier, le dimachère ne serait pas un gladiateur armé de deux glaives, comme il a souvent été affirmé.

## Histoire

### Trois dénominations pour un gladiateur
Selon Artémidore de Daldis, un rêve où l’on combat un gladiateur présagerait un mariage. Dans son Onirocriticon, Artémidore nous indique que les différents types d’armement et d’équipement du gladiateur définiraient le caractère et l’aspect physique de la future épouse du rêveur. Après avoir traité des armaturae du thrace, du mirmillon, du secutor, du rétiaire, de l’eques, de l’essédaire et du provocator, il termine avec le dimachère.   
« Le dimachère et celui qu'on appelle l'arbelas signifie que la femme sera sorcière ou bien encore perverse ou laide »,.  
D'après lui, le dimachère et l'arbelas sont une même chose. Il insiste sur la perversion et la laideur, il est donc probable qu'une correspondance s'établisse avec certains bas-reliefs représentant des gladiateurs souvent rattachés à la dénomination du scissor (littéralement « celui qui tranche ou qui taille »). Munie d'une tunique d'écaille et d'un manchon à demi-lune, autant d’attributs qui renforcent le caractère « pervers ou laid » de ce gladiateur. 
En outre, d’après l’historien Michael Carter, l’arbelas est manifestement à rattacher à l’arbelos, une lame semi-circulaire utilisée dans les métiers de tannerie. Finalement, l’arbelas (et donc le dimachère) sont à rapprocher aux quelques bas-reliefs qui représente un gladiateur muni d’un poignard dans une main et d’un manchon qui se termine par une lame en demi-lune, identique à l’outil du tanneur. 

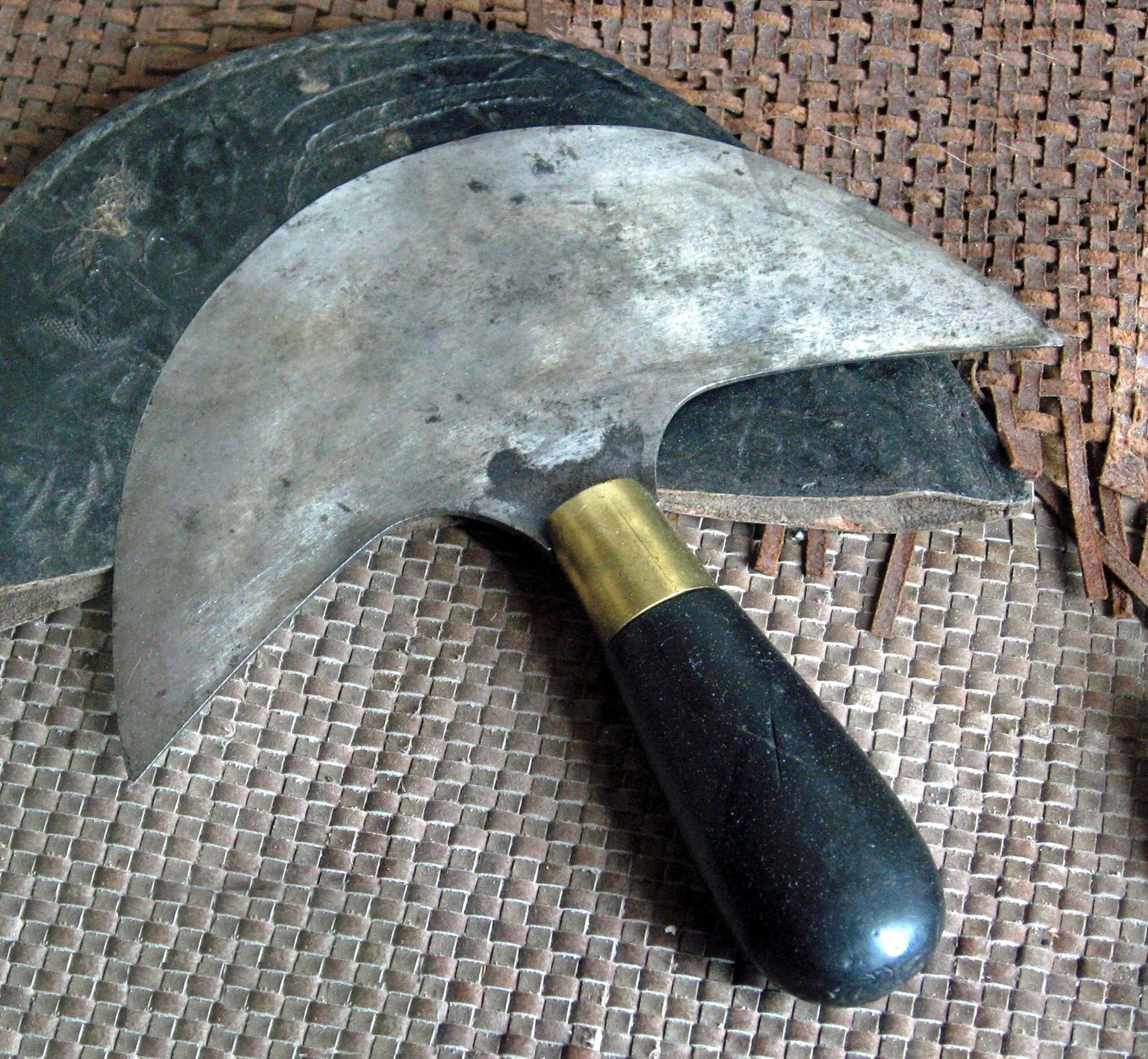
Un arbelos, l'outil de tannerie identique au manchon à demi-lune du dimachère (et celui qu'on appelle l'arbelas).

En définitive, ne faut-il pas s’éloigner quelque peu de la stricte étymologie et ainsi voir un gladiateur maniant deux « lames », plutôt que deux « poignards » ? En réalité le scissor ou l’arbelas porte un poignard dans une main et un accessoire doté d’une lame tranchante dans l’autre. Ainsi, l’explication du dimachère est vérifiée. D'un point de vue des sources, de l''étymologie et de l'iconographie, ces trois dénominations semblent se rejoindre vers le gladiateur au manchon à demi-lune. Cela avance l’idée de Georges Ville qui réfutait catégoriquement l’existence d’un gladiateur à deux poignards.

### Chronologie
Éric Teyssier a construit une chronologie hypothétique sur l'évolution de la dénomination de ce gladiateur très particulier. Ce qu'on on appelait d’abord scissor est arrivé un peu après l’apparition des premières armaturae techniques (provocator et mirmillon) autour de 25 av. J-C. C’est dans la première moitié du Ier siècle apr. J.-C., que ce qu’on appelait scissor devient dimachère. Enfin, avec l’émergence du phénomène gladiatorien en Orient, le dimachère finit par être nommé arbelas dans la seconde moitié du Ier siècle apr. J.-C., mais seulement dans la partie grecque de l’Empire. 
Toujours selon Teyssier, « tous bas-reliefs du gladiateur au manchon, à l'exception du buste d'Honesimus, proviennent de la partie grecque de l'Empire ». Ainsi, il est probable que ce gladiateur se soit maintenu dans la partie orientale de l'Empire (ce qui expliquerai la dénomination : arbelas) au détriment de la partie occidentale.  

## Équipement et représentation

### Équipement
- Un casque à cimier fortement identique à celui du secutor.
- Une lorica squamata, tunique faite d'écailles métalliques.
- Deux petites ocreae (jambières).
- Un poignard.
- Un manchon à demi-lune tranchante.

#### Représentation
Louis Robert, épigraphiste et numismate du XXe siècle, a rassemblé à partir des années 1940 de nombreux documents épigraphiques et iconographiques en relation avec les gladiateurs dans le monde grec. Son travail a notamment permis de comprendre que les grecs avaient intégrés les spectacles tels que les combats de gladiateurs et les venationes dans leurs mœurs. 

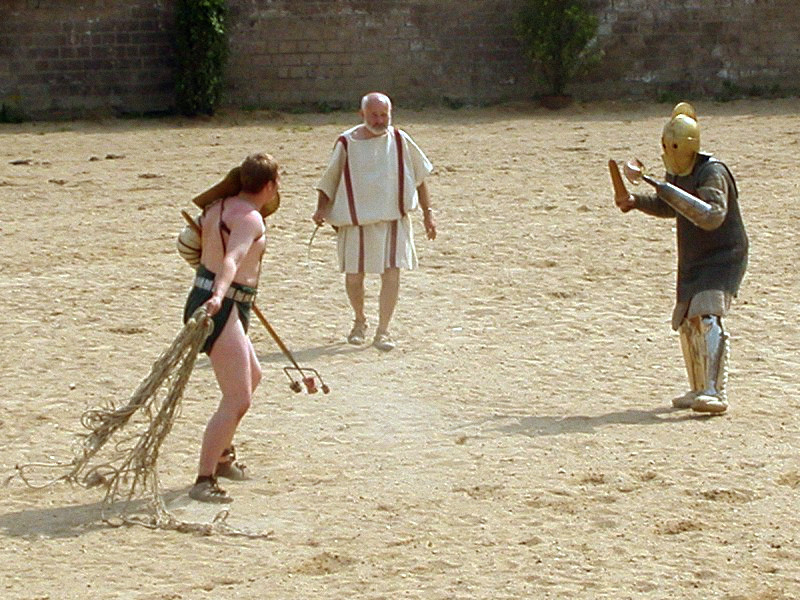
Restitution expérimentale d'un combat d'un scissor/dimachère/arbelas contre un rétiaire.

Robert, bien qu'éminent historien, n'était pas un spécialiste de la gladiature et n'avait pas de connaissances claires sur les différentes armaturae. Selon lui, le dimachère (ou scissor, ou arbelas) était un gladiateur "anti-rétiaire". Effectivement, dans son corpus, un fragment de bas-relief représente un dimachère face au gladiateur au trident. Selon certains, le manchon à demi-lune aurait pour vocation de sectionner le filet du rétiaire. D’autres pensent que cette arme servait simplement à rendre les combats plus spectaculaires. Les combats à morts étaient très rares car ils nécessitaient beaucoup de dépenses de la part de l’organisateur du combat. La solution était donc de limiter les dégâts létaux (comme les coups qui perçaient les chairs) et de jouer sur le spectaculaire en maximisant les dégâts sanglants mais bénins. Par conséquent, le tranchant des armes étaient mis en avant au détriment de l’estoc. Le manchon à demi-lune remplit parfaitement ce rôle.

#### Évolution
À partir du IIIe siècle apr. J.-C., alors que l’on assiste à une brutalisation progressive de la gladiature, de nouveaux gladiateurs font leur apparition. Parmi eux, Éric Teyssier relève ce qu'il surnomme des néo-arbelas. Des gladiateurs munis d'un manchon à demi-lune mais portant un casque différent, sans cimier, et une tunique de tissu. Ces nouveaux gladiateurs ne sont pas représentés face au rétiaire mais, semble-t-il, face à leur homologue.